# 9506 Тельрамунд
9506 Тельрамунд (9506 Telramund) — астероїд головного поясу, відкритий 25 вересня 1973 року.
Тіссеранів параметр щодо Юпітера — 3,241.